# Parafia Narodzenia Pańskiego w Le Mans
Parafia Narodzenia Pańskiego – pierwotnie etnicznie grecka parafia prawosławna w Le Mans.